# Édson Cegonha
Édson de Sousa Barbosa, conhecido como Édson Cegonha (Rio de Janeiro, 20 de junho de 1943 – Rio de Janeiro, 17 de julho de 2015), foi um futebolista brasileiro que atuou como volante e lateral-esquerdo.

## Biografia
Atuava como volante e lateral-esquerdo. Destacou-se nas décadas de 1960 e 1970 jogando em clubes como São Paulo, Corinthians Paulista e Palmeiras.

## Carreira
Édson iniciou sua carreira atuando pelo Bonsucesso e, em 1963, chegou ao Corinthians, ficando no clube até fevereiro de 1969. Nesse período, foi campeão do Torneio Rio-São Paulo de 1966, o que lhe rendeu uma indicação na lista dos convocados para a Copa do Mundo de 1966. Pelo Corinthians, Édson atuou em 186 jogos (110 vitórias, 37 empates e 39 derrotas), tendo marcado dezessete gols.
Em 1969, Édson foi contratado pelo São Paulo, sagrando-se campeão estadual de 1970 e 1971. Enquanto defendeu o São Paulo, disputou 205 partidas (106 vitórias, 51 empates e 48 derrotas), tendo marcado dezesseis gols. Em 1973, transferiu-se para o Palmeiras, onde jogou oitenta partidas (45 vitórias, 20 empates e 15 derrotas) e marcou três gols.
Como treinador, trabalhou no Corinthians em 1999, 2000 e 2004, sempre como auxiliar de Oliveira, e teve uma rápida experiência como técnico em 2000, quando assumiu o time interinamente no Rio-São Paulo e na Copa do Brasil.

## Vida pessoal
Foi casado com a sambista Beth Carvalho, com quem teve sua única filha, a cantora e compositora Luana Carvalho, nascida em 1981.

## Morte
Morreu em julho de 2015, de falência de múltiplos órgãos.

## Títulos
Corinthians
- Torneio Rio–São Paulo: 1966 (dividido com Santos, Botafogo e Vasco da Gama)

São Paulo
- Campeonato Paulista: 1970 e 1971[4]

Palmeiras
- Campeonato Brasileiro: 1973
- Campeonato Paulista: 1974